# Distrito de Vilcabamba (La Convención)
El distrito de Vilcabamba es uno de los quince distritos de la provincia de La Convención, ubicada en el departamento de Cusco, bajo la administración el Gobierno regional del Cusco, en el Perú.
Desde el punto de vista jerárquico de la Iglesia católica forma parte de la Vicariato Apostólico de Puerto Maldonado

## Historia
Fue creado mediante Ley del 2 de enero de 1857 durante el gobierno del Presidente Ramón Castilla.

## Geografía
Su capital es el poblado de Lucma, situado a los 2800 m s. n. m. En la actualidad persiste la disputa por la capital entre Lucma y Pucyura, ya que su sede administrativa se ubica en Pucyura

## Autoridades

### Municipales
- 2023 - 2026[2]
  - Alcalde: Mischel Wendel Ugarte Carrión
  - Regidores:

  1. Victor Mancha Huaman
  2. Yanet Julia Challco Luque
  3. Jorge Roman Huaman Huaman  
  4. Luz Marina Villacorta Gonzales
  5. Froilán Luque Saavedra

Alcaldes anteriores
- 2019-2022: Justo Condori Luque, de Autogobierno AYLLU.
- 2015-2018: Edilberto Saca Cobos  (APU)
- 2011-2014: Juan Eudes Olivera Ricalde, del Movimiento Gran Alianza Nacionalista (GAN).[3]
- 2007-2010: René Arnado Solís, del Partido Democrático SOMOS PERÚ

## Festividades
- Virgen Asunta 15 de agosto.
- Santa Rosa de Lima 30 de agosto.

señor de huanca 14 de septiembre